# Haliskia
Haliskia (що означає «морський фантом») — викопний рід ангангерійських птеранодонтоїдних птерозаврів з ранньокрейдової формації Тулебук (басейн Ероманга) в Австралії. Рід містить один вид, H. peterseni, відомий за частковим скелетом із черепом. Haliskia є найповнішим зразком птерозавра, відомого з Австралії.

## Відкриття та найменування
Зразок голотипу Haliskia, KK F1426, був виявлений у 2021 році у відкладеннях формації Тулебук (Розкопка 3) поблизу Річмонда у Квінсленді, Австралія. Зразок складається з часткового скелета, що зберігся на кількох плитах. Маючи приблизно 22 % відомого скелета, Haliskia є найбільш повним птерозавром, описаним на даний момент на континенті. Представлені кістки включають передню частину черепа (включаючи частковий гребінь передщелепної кістки), нижню щелепу, кілька ізольованих зубів, шийний і спинний хребці, ребра, ліву лопаткоподібну кістку, кістки передніх і задніх кінцівок та інші фрагменти.
У 2024 році Pentland et al. описав Haliskia peterseni як новий рід і вид ангангерійських птерозаврів на основі цих викопних останків. Родова назва поєднує грецькі слова ἅλς (háls), що означає «море», і σκῐᾱ́ (skiā́), що стосується «фантома», «тіні» або «злого духа». Назва викликає літаючу фантомоподібну істоту, чия тінь переслідувала доісторичне море Ероманга. Видова назва, peterseni, вшановує Кевіна Петерсена, першовідкривача та підготовлювача голотипу.

## Опис
Голотип Haliskia представляє скелетно зрілу особину, на що вказує зрощення кісток пальців і лопаткоподібної кістки. На основі більш повних і пропорційно подібних родичів, таких як Arthurdactylus, розмах крил Haliskia можна оцінити в 4,6 метра. Для порівняння, близькоспоріднений Ferrodraco має трохи менший розмах крил близько 4 метрів і Mythunga, ймовірно, мав розмах крил від 4 до 6 метрів.